# Sergio Segura Álvaro
Sergio Segura Álvaro (Madrid, 1 de febrer de 1978) és un futbolista madrileny, que ocupa la posició de porter.

## Trajectòria
Format a les categories inferiors del Rayo Vallecano, entre 1996 i 1999 actua al Rayo B. La 99/00 la passa al modest San Sebastián de los Reyes. El 2000 retorna al Rayo, que el cedeix al Reial Oviedo.
La temporada 01/02 és cedit al Polideportivo Ejido, el que suposa el seu debut a la Segona Divisió, tot jugant la meitat de la temporada. Repescat a l'any següent, juga 12 partits a la màxima categoria amb el Rayo Vallecano. Romandria fins al 2006 al conjunt vallecà, en el qual l'entitat baixaria de Primera a Segona B.
El 2006 fitxa pel Mérida UD, i a l'any següent per l'AD Alcorcón. L'estiu del 2008 signa pel modest Candás CF, de la Tercera Divisió asturiana.
El 2011 jugava al Caudal de Mieres de Segona divisió B.